# چیچیبور دوژه
چیچیبور دوژه (به لهستانی:  Cicibór Duży) یک روستا در لهستان است که در گمینا بیاوا پودلاسکا واقع شده‌است. چیچیبور دوژه ۵۴۰ نفر جمعیت دارد.